# 205 هـ
205 هـ هي سنة في التقويم الهجري امتدت مقابلةً في التقويم الميلادي بين سنتي 820 و821.

## مواليد
- أبو الفضل جعفر المتوكل على الله
- جعفر بن محمد التميمي أمير صقلية.
- سعيد بن أحمد الباهلي من الثوار على الخليفة أحمد المعتمد على الله العباسي.
- صالح بن محمد جزرة.

## وفيات
- بشر بن بكر
- يعقوب بن اسحاق الحضرمي